# Сотільйо-де-ла-Адрада
Сотільйо-де-ла-Адрада (ісп. Sotillo de la Adrada) — муніципалітет в Іспанії, у складі автономної спільноти Кастилія-і-Леон, у провінції Авіла. Населення — 4775 осіб (2010).
Муніципалітет розташований на відстані близько 75 км на захід від Мадрида, 42 км на південь від Авіли.
На території муніципалітету розташовані такі населені пункти: (дані про населення за 2010 рік)
- Фуенте-де-ла-Салуд: 28 осіб
- Сотільйо-де-ла-Адрада: 4687 осіб
- Лас-Ластрас: 60 осіб

## Демографія
Динаміка населення (INE ):

## Галерея зображень
- Розташування муніципалітету Сотільйо-де-ла-Адрада у провінції Авіла